# جیشو
جیشو (به ژاپنی: 治承 Jishō)؛ نام یک عصر تاریخی ژاپنی (نِنگُو) بود. این عصر بعد از آنگن و قبل از یووا (دوره) قرار داشت و از اوت ۱۱۷۷ تا ژوئیه ۱۱۸۱ میلادی به طول انجامید. در طی این عصر امپراتور تاکاکورا و امپراتور آنتوکو، امپراتوران ژاپن بودند.